# James Hutchins Johnson
James Hutchins Johnson (* 3. Juni 1802 in Bath, Grafton County, New Hampshire; † 2. September 1887 ebenda) war ein US-amerikanischer Politiker. Zwischen 1845 und 1849 vertrat er den Bundesstaat New Hampshire im US-Repräsentantenhaus.

## Werdegang
James Johnson besuchte die öffentlichen Schulen seiner Heimat. Danach betrieb er eine Sägemühle. 1824 und 1825 war er stellvertretender Polizeichef im Grafton County. Im Jahr 1826 fungierte er als Zahlmeister in der Miliz von New Hampshire. Später stieg er in dieser Einheit bis zum Oberst auf. Johnson war Mitglied der Demokratischen Partei und wurde 1839 in den Senat von New Hampshire gewählt. In den Jahren 1842 und 1845 war er als State Councilor Berater der Staatsregierung.
Bei den Kongresswahlen des Jahres 1844, die in New Hampshire letztmals staatsweit abgehalten wurden, wurde Johnson als Kandidat seiner Partei für das dritte Abgeordnetenmandat des Staates in das US-Repräsentantenhaus in Washington, D.C. gewählt, wo er am 4. März 1845 die Nachfolge von John Randall Reding antrat. Danach wurde sein Staat in Wahlbezirke eingeteilt. Bei der Wahl des Jahres 1846 wurde er im vierten Distrikt erneut in den Kongress gewählt. Damit konnte er dort bis zum 3. März 1849 insgesamt zwei Legislaturperioden absolvieren. Diese Zeit war von den Ereignissen des Mexikanisch-Amerikanischen Krieges überschattet. Nach dem amerikanischen Sieg kamen im Westen und Südwesten der  heutigen Vereinigten Staaten viele neue Gebiete unter amerikanische Hoheit, darunter die Bundesstaaten Texas und Kalifornien. Damals wurde auch die Grenze zu Kanada im Nordwesten festgelegt. Diese Themen waren Gegenstand vieler Kongresssitzungen in jener Zeit.
Nach dem Ende seiner Zeit im Repräsentantenhaus zog sich Johnson aus der Politik zurück und widmete sich seinen privaten Geschäften. Er starb am 2. September 1887 in seinem Geburtsort Bath.